# Stelis stenophylla
Stelis stenophylla är en orkidéart som beskrevs av Heinrich Gustav Reichenbach. Stelis stenophylla ingår i släktet Stelis och familjen orkidéer. Inga underarter finns listade i Catalogue of Life.